# 중원군 (선거구)
중원군은 대한민국의 옛 국회의원 선거구이다. 당시 충청북도 중원군 지역을 관할했다.

## 역사
1956년 7월, 충주군 충주읍이 충주시로 승격되었다. 이화 함께 충주군 잔여 지역은 중원군으로 개칭되었다. 이에 제4대 국회의원 선거를 앞두고 중원군 전 지역을 관할하는 선거구로 신설되었다.
제6대 국회의원 선거를 앞두고 충주시 선거구와 통합되면서 충주시·중원군 선거구를 이루게 됨에 따라 폐지되었다.

## 역대 국회의원
| 선거   | 정당 | 정당   | 의원   |
| ------ | ---- | ------ | ------ |
| 1958년 |      | 자유당 | 정상희 |
| 1960년 |      | 무소속 | 정상희 |

## 역대 선거 결과

### 대한민국 제4대 국회의원 선거
|  | 46.97% |

|  | 37.74% |

|  | 15.27% |

### 대한민국 제5대 국회의원 선거
|  | 25.51% |

|  | 25.23% |

|  | 21.31% |

|  | 9.91% |

|  | 7.75% |

|  | 5.54% |

|  | 4.71% |